# 坎波埃利亞斯市

坎波埃利亞斯市（西班牙語：Municipio Campo Elías），是委內瑞拉的一個市，位於該國西部梅里達州，首府設於埃希多，面積609平方公里，2007年人口100,192，人口密度每平方公里160人。